# 416e régiment d'infanterie
Le 416e régiment d'infanterie (416e RI) est un régiment d'infanterie de l'Armée de terre française actif pendant la Première Guerre mondiale. Il est constitué en 1915 avec des éléments provenant des dépôts de la 16e région militaire (Montpellier) et est dissous en 1919.

## Création et différentes dénominations
- 11 mars 1915 : rassemblement des compagnies destinées à former le 416e régiment d'infanterie
- 1er avril 1915 : création administrative du 416e régiment d'infanterie
- 1919 : dissolution, formation du 21e régiment de chasseurs polonais (pl)

## Chefs de corps
- 1er avril 1915 - 20 mars 1916 : lieutenant-colonel Audema[1],[2]
- 21 mars - juillet 1916 : lieutenant-colonel Boileau[2]
- 22 juillet 1916 - février 1917 : lieutenant-colonel Plan[3]
- 28 février - 25 avril 1917 : lieutenant-colonel Dieuleveult[4] (capturé à son poste[5])
- 1er mai 1917 - juin 1919 : lieutenant-colonel Arqué[6]

## Historique des garnisons, combats et batailles du416eRI

### Première Guerre mondiale

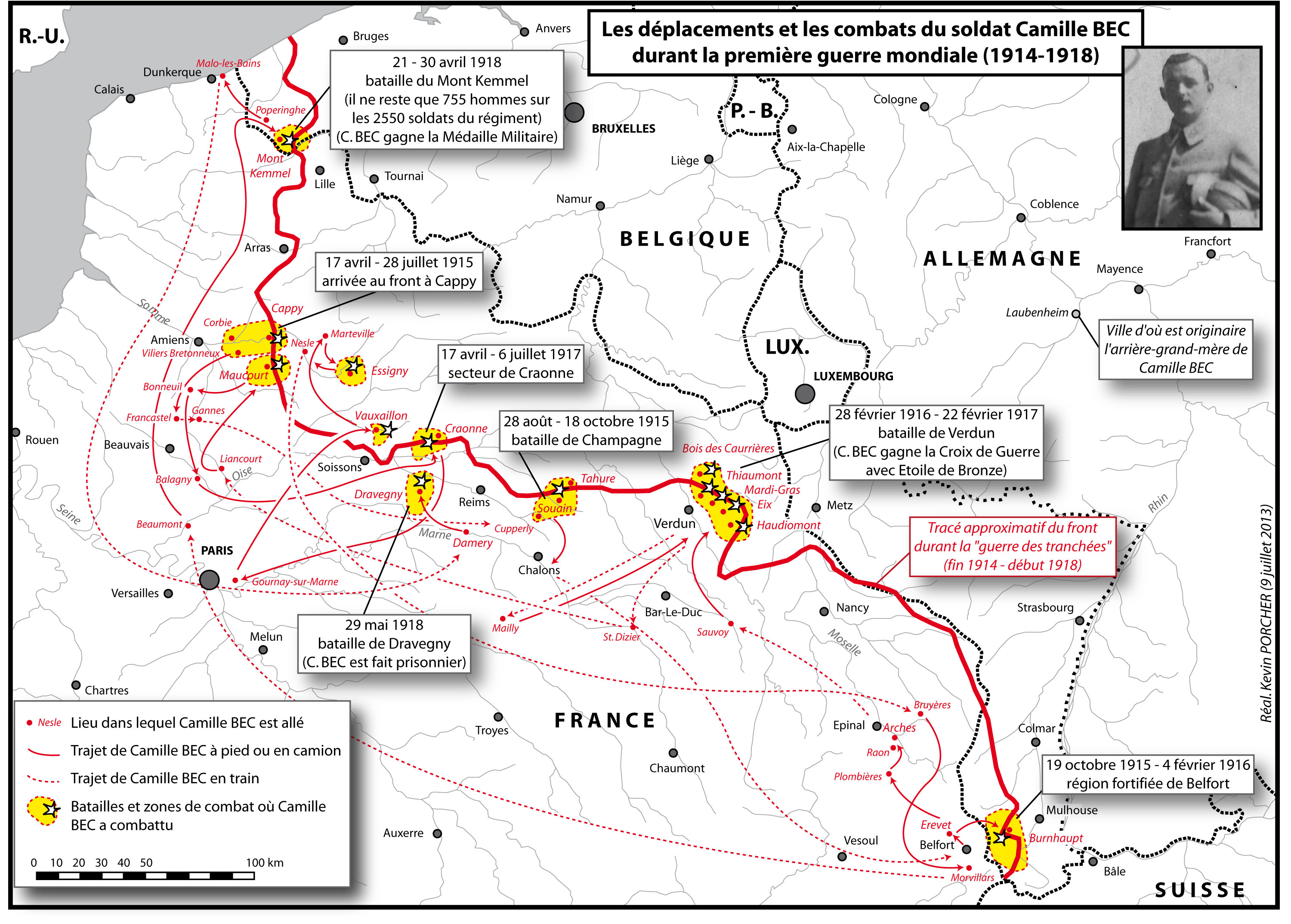
Carte retraçant l'itinéraire des combats menés avec le par le soldat Camille Bec d'octobre 1915 à sa capture le 29 mai 1918.

#### Affectation
- 154e division d’infanterie (308e brigade) en avril 1915[7] ,
- 28e division d'infanterie (56e brigade) d'avril 1915 à novembre 1916,
- 154e division d’infanterie (infanterie divisionnaire) de novembre 1916 à 1919.

#### Formation
Les régiments d'infanterie dont le numéro est supérieur à 400 sont des régiments de marche. Le 416e régiment est créé à partir des dépôts régimentaires de la 16e région militaire et des dépôts du Nord et de l'Est repliés dans la 16e région militaire. Les soldats sont des jeunes conscrits de la classe 1915, renforcés de soldats retournés à leurs dépôts une fois guéris après une blessure.
L'ordre de bataille est le suivant :
- État-major (colonel Audema)
- 1er bataillon (commandant Leclerc) :
  - 1re compagnie, formée par le dépôt du 76e RI à Rodez,
  - 2e compagnie, formée par le dépôt du 96e RI à Béziers,
  - 3e compagnie, formée par le dépôt du 143e RI à Carcassonne,
  - 4e compagnie, formée par le dépôt du 80e RI à Narbonne ;
- 2e bataillon (commandant Vachez) :
  - 5e compagnie, formée par le dépôt du 153e RI à Béziers,
  - 6e compagnie, formée par le dépôt du 122e RI à Rodez,
  - 7e compagnie, formée par le dépôt du 53e RI à Perpignan,
  - 8e compagnie, formée par le dépôt du 15e RI à Albi ;
- 3e bataillon (commandant Pargoire puis Bujon) :
  - 9e compagnie, formée par le dépôt du 81e RI à Montpellier,
  - 10e compagnie, formée par le dépôt du 142e RI à Mende,
  - 11e compagnie, formée par le dépôt du 146e RI à Castelnaudary,
  - 12e compagnie, formée par tous les dépôts de la 16e région ;
- 3 sections de mitrailleuses, regroupées le 15 avril en une compagnie.

#### 1915
Arrivée en Champagne le 7 avril 1915, le 416e RI rejoint la 154e DI en formation à l'arrière du front puis passe dès le 14 avril à la 28e DI. Il s'installe aux côtés du 30e RI sur le front entre Dompierre, la Somme et Frise. Quand ils ne sont pas aux tranchées, les éléments sont au repos à Cappy. Le régiment quitte son secteur le 28 juillet.
Le 416e RI est engagé dans la seconde bataille de Champagne déclenchée le 25 septembre. Lors de l'attaque du premier jour vers Tahure, il suit l'assaut de la 27e DI et nettoie ses arrières. Reprenant l'attaque le 26 et le 27, le 416e RI subit de très lourdes pertes en essayant de prendre la tranchée de la Vistule. Le régiment parvient néanmoins à occuper un fortin et plusieurs portions de tranchées allemandes et est cité à l'ordre de l'armée.Déplorant 1 100 tués et blessés, le 416e RI passe en réserve dès le 29 dans les anciennes tranchées de première ligne françaises.
Le 19 octobre, le régiment arrive aux alentours de Belfort. Après un temps de repos, le régiment part le 8 décembre tenir un secteur en Alsace, aux ordres de la région fortifiée de Belfort. Le PC régimentaire s'installe à Hecken.

#### 1916
Le 27 janvier, le régiment quitte l'Alsace. Il rejoint le camp d'Arches où il s'entraîne du 4 au 26 février avec le reste du 14e corps d'armée, auquel appartient la 28e DI. Dans la nuit du 26 au 27 février, le régiment part brusquement vers la Meuse. Du 6 au 15 mars, il défend les Côtes de Meuse entre Châtillon et Ronvaux puis dans la région d'Haudiomont, alternant les tranchées de première ligne et l'arrière du front.
Le 20 avril, le 416e RI au repos à Condé-en-Barrois embarque en automobiles et rejoint Verdun par la Voie sacrée. Il participe à la défense de la place fortifiée. Le 7 mai, le 1er bataillon, en position entre la ferme de Thiaumont et la ravin de la Dame, subit de lourdes pertes après une attaque allemande Relevé le 9 mai au soir, le 416e RI arrive à Rosières-devant-Bar le 13 où il est recomplété.
Le 416e RI revient dans le secteur de Verdun le 4 juin. Jusqu'au 3 novembre, il alterne séjours au front et travaux de nuit dans les secondes lignes. Le 416e RI quitte la 28e DI dont la taille a été réduite le 3 novembre et rejoint la 154e division d'infanterie au camp de Mailly. Le 18, il revient dans la région en arrière de Verdun puis passe en première ligne le 21 décembre.

#### 1918
Le régiment participe à la bataille de la Lys, il doit tenir le Mont Kemmel, le 24 avril à 2 heures, il subit une violente attaque d'obus. À 6 heures, il est attaqué par une division de l'Armée bavaroise avec des Minenwerfer [réf. nécessaire]. Le 1er bataillon, en première ligne, disparait d'abord après avoir été tourné par les Allemands puis le 2e bataillon et l'état-major régimentaire, encerclés et à court de munitions, se rendent.
Replié à Malo-les-Bains le 1er mai, le 3e bataillon et le centre d'instruction divisionnaire de la 154e DI reforment le 416e RI. Le régiment a dû être reconstitué avec des éléments disparates et parfois peu motivés. À l'entraînement à Damery du 8 au 27 mai, le régiment est envoyé renforcé le front où les Allemands ont percé le Chemin des Dames. Arrivé le 28, le 1er bataillon est anéanti à Arcis-le-Ponsart le lendemain matin pendant que le 2e bataillon recule en essayant de défendre la vallée de l'Orillon. Le 3e bataillon tient Dravegny jusqu'au matin puis se replie avec le 2e bataillon vers Dormans, au prix de lourdes pertes. Le régiment s'installe en position défensive sur la Marne mais les Allemands ne poursuivent pas et le 416e RI est relevé le 4 juin.

Entre le 13 et le 23 juin, le 416e RI se reforme à Domgermain en amalgamant des éléments du 268e RI. Du 25 juin au 17 juillet, il instruit une des unités de l'American Expeditionary Force à Flirey. Du 23 juillet au 3 septembre, le régiment tient le secteur de Valhey.

#### 1919
En mars 1919, le régiment part pour Lure où il instruit les recrues de la future armée polonaise. Les hommes du 416e RI, démobilisés, cèdent leur équipement au 21e régiment de chasseurs polonais (pl) de la 7e division de chasseurs polonais (futur 72e régiment d'infanterie polonais).
- Photographies du 416e RI

Photographies du
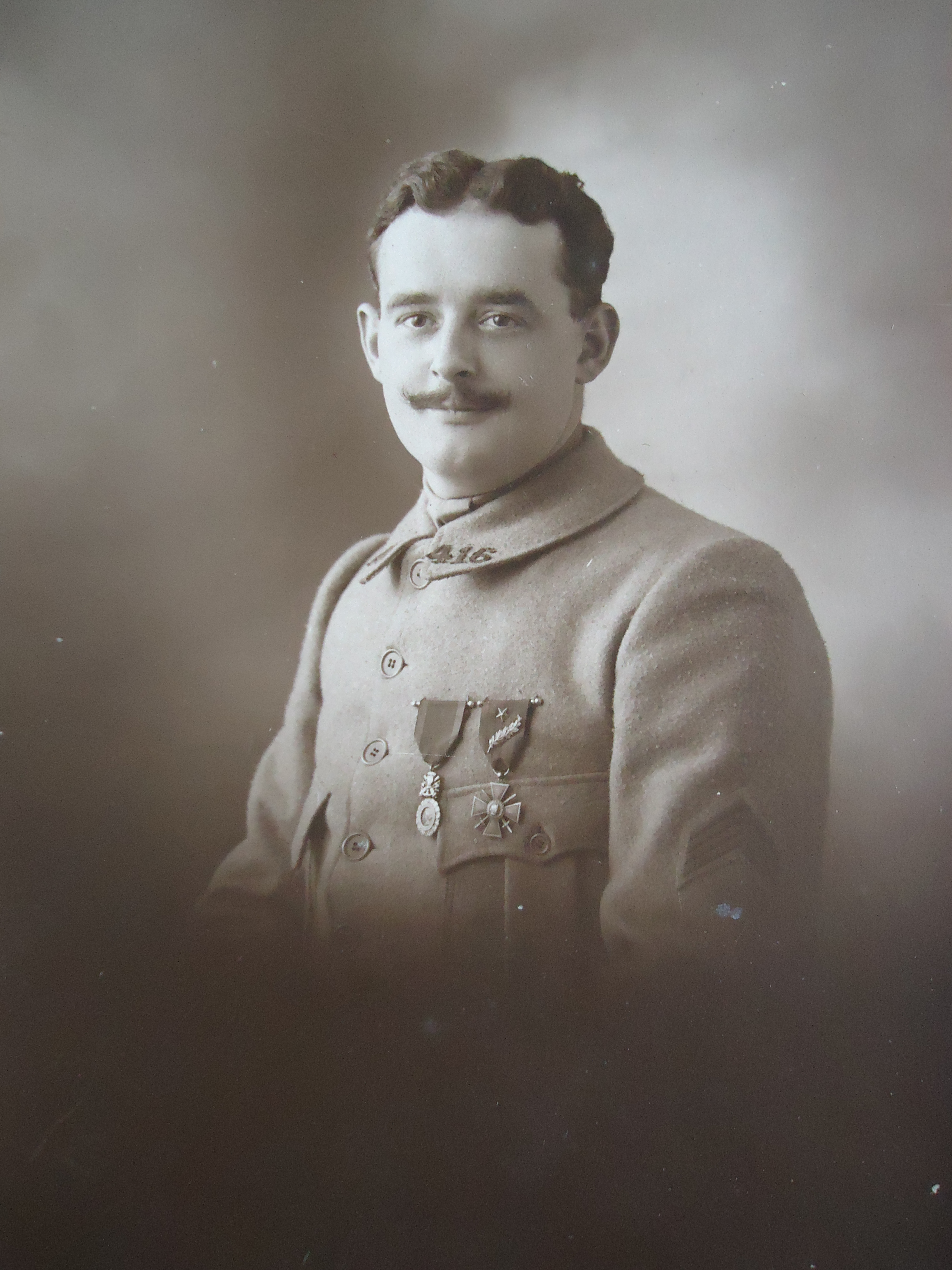
Le soldat Camille Bec, cycliste du 416e RI décoré de la médaille militaire[23] et de la croix de guerre avec palme et étoile de bronze, fin 1918.
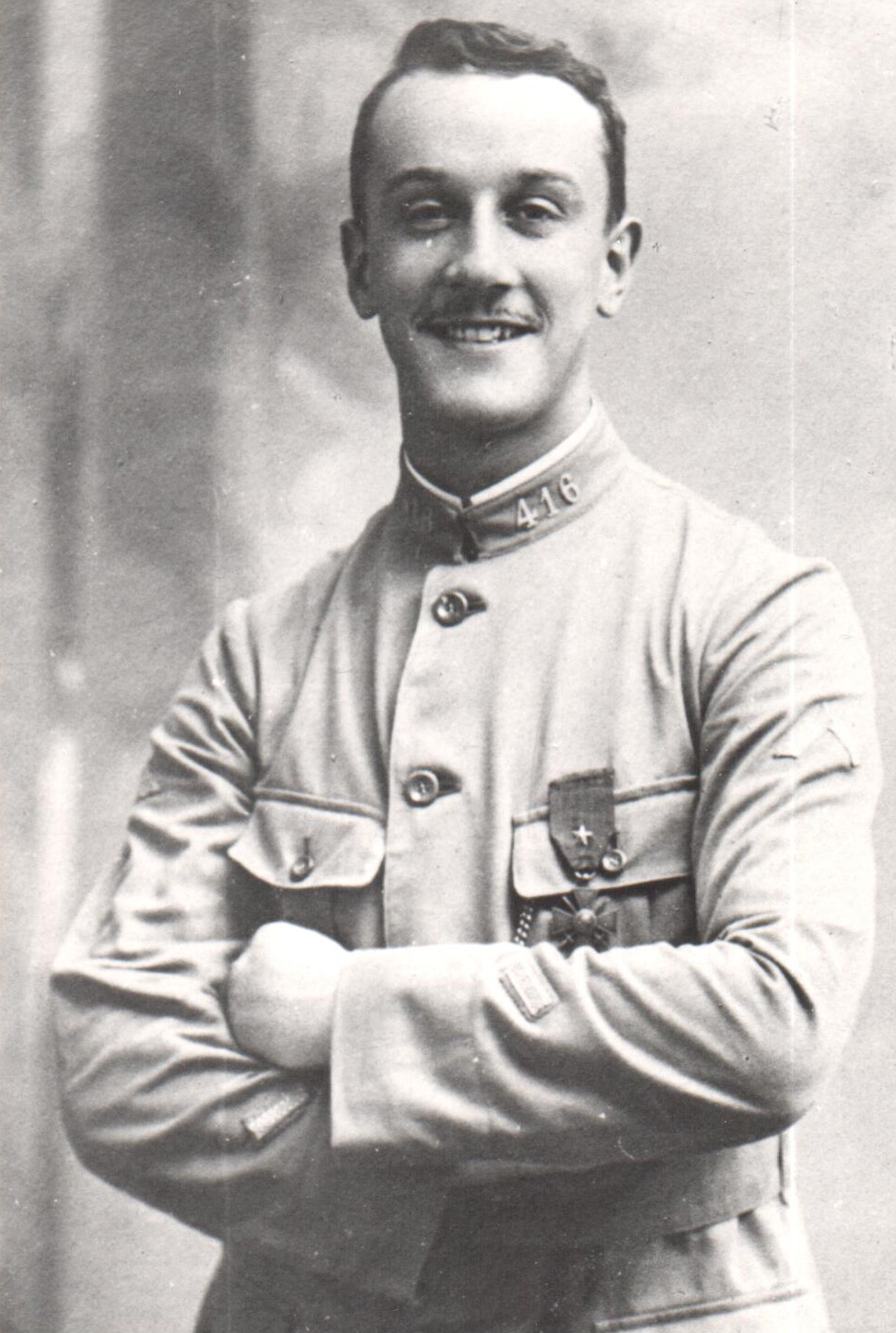
Le sous-officier Jean Schaal du 416e RI début 1917, portant la croix de guerre avec étoile d'argent.

## Drapeau

Dessin du revers du drapeau du.

Il porte, cousues en lettres d'or dans ses plis, les inscriptions suivantes :
- Champagne 1915
- Verdun 1916
- Somme-Py 1918

### Décorations
Le 416e RI est cité à l'ordre de l'armée le 21 octobre 1915 et son drapeau reçoit la croix de guerre le 14 novembre 1915. Il est à nouveau cité à l'ordre de l'armée le 8 novembre 1918.
Ses soldats portent la fourragère aux couleurs de la croix de guerre 1914-1918.

« Jeune régiment ayant rapidement acquis de remarquables qualités de cohésion et d'entrain. Sous la direction de son chef, le lieutenant-colonel Audema, s'est porté, le 26 septembre, à l'attaque des tranchées allemandes, dans un ordre parfait, avec une ardeur admirable et faisant montre, en outre, du calme d'une vieille troupe. Malgré les pertes sérieuses qu'il a subies, chassé par le tir des mitrailleuses et des canons-revolvers des portions de tranchées qu'il avait réussi à occuper, a fait face à une contre-attaque exécutée par l'ennemi, l'a repoussée et a prononcé une nouvelle attaque qui l'a amené jusqu'au deuxième réseau de fils de fer des tranchées ennemies. »

— Pétain, Citation à l'ordre général no 40 de la 2e armée du 21 octobre 1915

« Régiment qui réunit au plus haut point les plus belles qualités d'ardeur guerrière, de dévouement et de discipline. Chargé, pendant la bataille du 26 septembre 1918, en Champagne, d'une attaque délicate, a su, sous l'habile direction de son chef le lieutenant-colonel Arqué, manœuvrer avec une réelle maîtrise et emporter les premières positions ennemies, malgré la vive résistance de nombreuses mitrailleuses. A réussi, après un combat opiniâtre de plusieurs jours, à conquérir tous ses objectifs, capturant près de trois cents prisonniers, cinq canons, une quarantaine de mitrailleuses et huit Minenwerfer. »

— Gouraud, Citation à l'ordre général no 1449 de la 4e armée du 8 novembre 1918